# Idegdúc

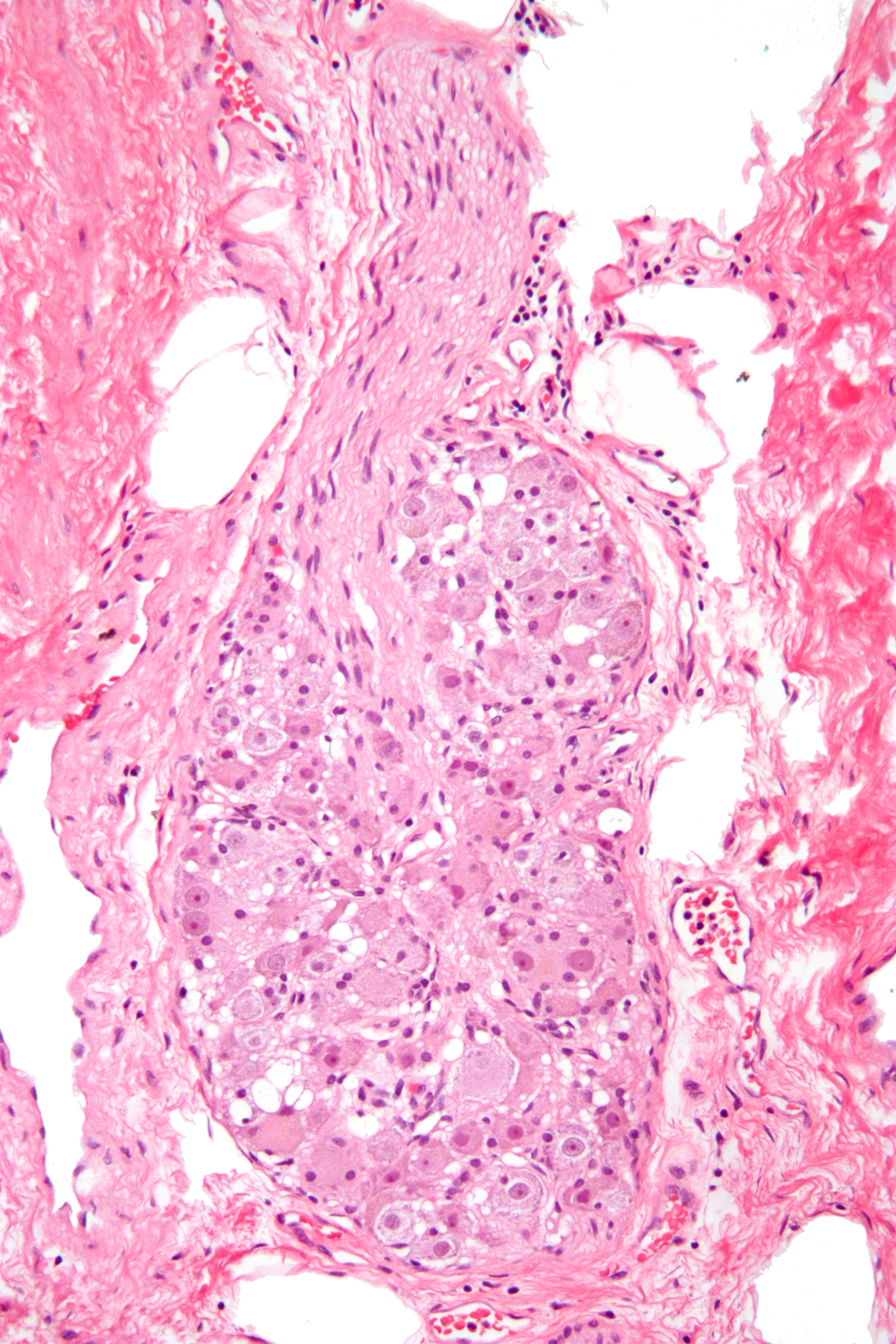
Egy idegdúc (ganglion) nagy nagyítású fénymikroszkópos képe. (hematoxilin-eozin festés)

Az idegdúc vagy ganglion a központi idegrendszeren kívül, a periférián elhelyezkedő idegsejtcsoportulás. A ganglion az idegsejtek (neuronok) sejttesti részét (perikaryon vagy soma) tartalmazza a perifériás idegrendszerben. 

## Nevezéktan
A neuronok sejttesti részét tartalmazó idegsejtcsoportosulást a periférián (környéki idegrendszer) dúcnak vagy ganglionnak hívják, míg a központi idegrendszerben ezeket a struktúrákat magnak (nucleus) nevezik. Utóbbiak nem tévesztendők össze a sejtmaggal (latinul szintén nucleus), mely a sejteknek egyik alkotórésze.
Szintén különböző névvel illetik az idegsejtek velőshüvellyel (mielin) borított hosszúnyúlványait a központi és a környéki idegrendszerben: ezek a pálya (tractus) és az ideg (nervus). Az orvosi és anatómiai szempontból pontos szóhasználat elősegítését és a könnyebb tájékozódást hivatott elősegíteni az alábbi táblázat.
|                                                                | Központi idegrendszer | Perifériás idegrendszer |
| -------------------------------------------------------------- | --------------------- | ----------------------- |
| A neuronok sejttesti részét tartalmazó idegrendszeri struktúra | mag (nucleus)         | idegdúc (ganglion)      |
| A mielinhüvellyel borított axon megnevezése                    | pálya (tractus)       | ideg (nervus)           |

Az alábbi táblázatban néhány példa látható a fent említett anatómiai struktúrákra.
| mag (nucleus)                     | idegdúc (ganglion)               | pálya (tractus)                        | ideg (nervus)                         |
| --------------------------------- | -------------------------------- | -------------------------------------- | ------------------------------------- |
| Nucleus tractus solitarii         | Ganglion coeliacum               | Piramispálya (tractus corticospinalis) | Háromosztatú ideg (nervus trigeminus) |
| Nucleus reuniens                  | Ganglion geniculi nervi facialis | Capsula interna                        | Látóideg (nervus opticus)             |
| Nucleus supraopticus              |                                  | Látópálya (tractus opticus)            | Szaglóideg (nervus olfactorius)       |
| Corpus geniculatum laterale (CGL) |                                  |                                        | Arcideg (nervus facialis)             |
| Törzsdúcok                        |                                  |                                        |                                       |

## A bazális ganglionok (törzsdúcok)
A bazális ganglionok elnevezése megtévesztő, mivel itt valójában nem idegdúcokról van szó. Ezalatt az összefoglaló név alatt több idegrendszeri struktúrát is értenek, például az alábbiakat:
- farkosmag (nucleus caudatus)
- globus pallidus
- nucleus accumbens

Ezek az idegrendszeri képletek az agy mélyebb rétegében, a fehérállományban található (innen a bazális előtag) idegsejtcsoportosulások, melyek a neuronok sejttesti részét tartalmazzák (innen a ganglion elnevezés). Mivel azonban az agy a központi idegrendszerhez tartozik, ezért ezek valójában magok, nem ganglionok.
A fent leírtaknak megfelelően a régies, neuroanatómiai szempontból elavult bazális ganglionok elnevezés helyett indokolt a törzsdúcok kifejezés használata.

## Az idegdúcok típusai
Funkcióikat tekintve több csoportba sorolhatóak.
- Érző idegdúcok (hátsó gyöki ganglionok), valamint a háromosztatú ideg (nervus trigeminus, V. agyideg) Gasser-féle dúca.
- Autonóm (vegetatív) idegrendszerhez tartozó szimpatikus és paraszimpatikus ganglionok: amelyek a belső (zsigeri) szerveket, valamint a nyálmirigyeket és a bőr verejtékmirigyeit és szőrszálfeszítő izmait idegzik be.